# Dorian Awards 2011
La 2ª edizione dei Dorian Awards si è tenuta nel 2011 a Los Angeles. Durante la cerimonia sono state premiate le migliori produzioni cinematografiche e televisive del 2010.
In seguito sono elencate le categorie. Il relativo vincitore è stato indicato in grassetto

## Cinema

### Film dell'anno
- Io sono l'amore, regia di Luca Guadagnino
- Il cigno nero (Black Swan), regia di Darren Aronofsky
- I ragazzi stanno bene (The Kids Are All Right), regia di Lisa Cholodenko
- The Social Network, regia di David Fincher
- Toy Story 3 - La grande fuga (Toy Story 3), regia di Lee Unkrich

### Film a tematica LGBTQ dell'anno
- Colpo di fulmine - Il mago della truffa (I Love You Phillip Morris), regia di Glenn Ficarra e John Requa
- Contracorriente - Controcorrente (Contracorriente), regia di Javier Fuentes-León
- A Marine Story, regia di Ned Farr
- La Mission, regia di Peter Bratt
- I ragazzi stanno bene (The Kids Are All Right), regia di Lisa Cholodenko
- Urlo (Howl), regia di Rob Epstein e Jeffrey Friedman

### Film "campy" dell'anno
- Burlesque, regia di Steve Antin
- Joaquin Phoenix - Io sono qui! (I'm Still Here), regia di Casey Affleck
- Piranha 3D, regia di Alexandre Aja
- Segui il tuo cuore (Charlie St. Cloud), regia di Burr Steers
- Sex and the City 2, regia di Michael Patrick King

### Film più sottovalutato dell'anno
- Easy Girl (Easy A), regia di Will Gluck
- Mother and Child, regia di Rodrigo García
- Please Give, regia di Nicole Holofcener
- La scomparsa di Alice Creed (The Dissappearance of Alice Creed), regia di J Blakeson
- Scott Pilgrim vs. the World, regia di Edgar Wright

### Film documentario dell'anno
- Joan Rivers: A Piece of Work, regia di Ricki Stern e Anne Sundberg
- Catfish, regia di Henry Joost e Ariel Schulman
- Client 9: the Rise and Fall of Eliot Spitzer, regia di Alex Gibney
- Exit Through the Gift Shop, regia di Banksy
- Inside Job, regia di Charles Ferguson
- Restrepo - Inferno in Afghanistan (Restrepo), regia di Tim Hetherington e Sebastian Junger
- Il risveglio della magia (Waking Sleeping Beauty), regia di Don Hahn
- Waiting for "Superman", regia di Davis Guggenheim

### Film documentario a tematica LGBTQ dell'anno
- 8: The Mormon Proposition, regia di Reed Cowan e Steven Greenstreet
- Leslie Jordan: My Trip Down the Pink Carpet, regia di Amanda Bearse
- Prodigal Sons, regia di Kimberly Reed
- Stonewall Uprising, regia di Kate Davis e David Heilbroner
- Strange Powers: Stephen Merritt and the Magnetic Fields, regia di Kerthy Fix e Gail O'Hara

### Performance cinematografica dell'anno
- Annette Bening – I ragazzi stanno bene (The Kids Are All Right)
- Christian Bale – The Fighter
- Colin Firth – Il discorso del re (The King's Speech)
- James Franco – 127 ore (127 Hours)
- Lesley Manville – Another Year
- Natalie Portman – Il cigno nero (Black Swan)

## Televisione

### Serie, miniserie o film tv drammatico dell'anno
- The Good Wife
- Boardwalk Empire - L'impero del crimine (Boardwalk Empire)
- Damages
- Dexter
- Mad Men
- True Blood
- The Walking Dead

### Serie, miniserie o film tv commedia o musicale dell'anno
- Glee
- 30 Rock
- The Big Bang Theory
- Modern Family
- Nurse Jackie - Terapia d'urto (Nurse Jackie)

### Serie, miniserie, film tv o altra trasmissione a tematica LGBTQ dell'anno
- Glee
- Modern Family
- Nip/Tuck
- RuPaul's Drag Race
- Ugly Betty

### Serie, miniserie, film tv o altra trasmissione "campy" dell'anno
- Hot in Cleveland
- The A-List
- The Colbert Report
- The Real Housewives
- Sarah Palin's Alaska

### Serie, miniserie, film tv o altra trasmissione più sottovalutata dell'anno
- Hung - Ragazzo squillo (Hung)
- Archer
- Bored to Death - Investigatore per noia (Bored to Death)
- Lone Star
- Louie
- Ugly Betty

### Performance dell'anno di genere drammatico
- Michael C. Hall – Dexter
- Claire Danes – Temple Grandin - Una donna straordinaria (Temple Grandin)
- Julianna Margulies – The Good Wife
- Elisabeth Moss – Mad Men
- Édgar Ramírez – Carlos

### Performance dell'anno di genere commedia o musicale
- Chris Colfer – Glee (ex aequo)
- Jane Lynch – Glee (ex aequo)
- Louis C.K. – Louie
- Laura Linney – The Big C
- Jim Parsons – The Big Bang Theory

## Altri premi

### Stella emergente ("We're Wilde About You!" Rising Star Award)
- Darren Criss – Glee
- Andrew Garfield – The Social Network, Non lasciarmi (Never Let Me Go)
- Mila Kunis – Il cigno nero (Black Swan)
- Chloë Grace Moretz – Kick-Ass
- Sarah Steele – Please Give

### Spirito selvaggio dell'anno (Wilde Wit of the year Award)
- Rachel Maddow
- Stephen Colbert e gli autori di The Colbert Report
- Tina Fey e gli autori di 30 Rock
- Joel McHale
- Jon Stewart e gli autori del Daily Show

### Timeless Award
- Angela Lansbury